# Öratjärnen (Nordmalings socken, Ångermanland, 708090-165806)
Öratjärnen är en sjö i Nordmalings kommun i Ångermanland och ingår i Lögdeälvens huvudavrinningsområde. Sjön har en area på 0,127 kvadratkilometer och ligger 186,9 meter över havet.

## Delavrinningsområde
Öratjärnen ingår i det delavrinningsområde (708141-165798) som SMHI kallar för Utloppet av Öratjärnen. Medelhöjden är 206 meter över havet och ytan är 3,74 kvadratkilometer. Det finns inga avrinningsområden uppströms utan avrinningsområdet är högsta punkten. Vattendraget som avvattnar avrinningsområdet har biflödesordning 2, vilket innebär att vattnet flödar genom totalt 2 vattendrag innan det når havet efter 53 kilometer. Avrinningsområdet består mestadels av skog (87 procent). Avrinningsområdet har 0,13 kvadratkilometer vattenytor vilket ger det en sjöprocent på 3,4 procent.